# شيماء هلالي
شيماء هلالي(3 مايو 1985-) مغنية تونسية، شاركت في برنامج ستار أكاديمي 3.

## حياتها ومشوارها المهني
ولدت في تونس، خريجة المرحلة الثانية في كلية الاقتصاد بتونس- المعهد العالي للموسيقى (أربع سنوات) تخصص صولفيج وعزف على آلة العود إلى جانب الموشحات والمالوف، قدمت أغنية على مهلك يا هوى«للفنانة نجوى كرم وهي في الثانية عشرة عمرها عبر برنامج» الخطوة الأولى«على قناة (21) التونسية وشاركت في عدة برامج تلفزيونية أخرى مثل» كوكتيل الاحد«على قناة 7 التونسية و» تلمت الاحباب و شاركت في برنامج «طريق النجوم» على قناة 7 التونسية، كانت طالبة من طلاب ستار أكاديمي 3 على شاشة ال بي سي احتلت المرتبة الرابعة من بين 19 طالب وطالبة عام 2006
شاركت في العديد من الحفلات ضمن مهرجان قرطاج السنوي و مهرجان الحمامات وصفاقص عبر عرض ل «حوريات الطرب» بقيادة الفنان محمد صالح حركاتي.
قدمت عدة حفلات خارج بلدها تونس وأهمها عيد الفاتح من سبتمبر في ليبيا
استضافتها الاعلامية هالة سرحان ضمن برنامجها «هاله شو» على قناة روتانا موسيقى حيث قدمت أغاني الفنانة ذكرى في ذكرى رحيلها- شاركت الفنان عاصي الحلاني في ديو بأغنية «ارجعلي أو رجعني» في العام 2008
اختيرت من قبل ستة آلاف طالب وطالبة بالجامعة اللبنانية الأمريكية لتكريم الفنانة الكبيرة صباح بحفل أقيم على شرف الأخيرة في قصر الأنيسكو في بيروت حيث قدمت أغنية "شوفيها الدني، مدير أعمالها هو العراقي عمار لطيف، في 27 يناير 2016 وقعت رسميا مع شركة روتانا على إنتاج ثلاثة ألبومات وإدارة أعمالها. وقد تم توقيع العقد بمقر شركة روتانا للصوتيات والمرئيات في دبي بوجود الرئيس التنفيذي للشركة سالم الهندي.

### حياتها الأسرية
في يناير 2018 عقد قرانها من رجل أعمال ألماني الجنسية وتم الزواج في الولايات المتحدة

## الألبومات
| الألبوم         | العام | المنتج |
| --------------- | ----- | ------ |
| ولا يهمك        | 2013  | ميلودي |
| شيما هلالي 2016 | 2016  | روتانا |
| بتقوم           | 2018  | روتانا |
| سبع بحور        | 2021  | روتانا |

### أغاني وطنية
- يا تونس الخضراء
- لو بلادي تناديني

## فيديو كليبات
| الأغنية                       | المخرج                                                                                         |
| ----------------------------- | ---------------------------------------------------------------------------------------------- |
| مين بيعشق بدقيقة              | عادل سرحان                                                                                     |
| فاكرة                         | فادي حداد                                                                                      |
| امتى نسيتك                    | فادي حداد                                                                                      |
| ولا يهمك                      | وليد ناصيف                                                                                     |
| ادعي عليه                     | وليد ناصيف                                                                                     |
| حاولت أراضيك                  | يعقوب المهنا                                                                                   |
| يا نهار                       | فادي حداد وظهر معها ملك جمال لبنان 2014 ربيع الزين، وأنتجة وزارة السياحة والأثار صور في اسوان. |
| القضية بمشاركة إبراهيم الحكمي | علاء الأنصاري                                                                                  |
| حاولت                         | يعقوب المهنا                                                                                   |
| علامك                         | علاء الأنصاري                                                                                  |
| عقلته                         | علاء الأنصاري                                                                                  |
| إنت ما بتتغير                 | علاء الأنصاري                                                                                  |
| العصبي                        | علاء الأنصاري                                                                                  |
| كل الحكاية                    | دان حداد                                                                                       |
| إنت حبك                       | دان حداد                                                                                       |